# فیزیولوژی عصبی
فیزیولوژی عصبی یا نوروفیزیولوژی (از یونانی νεῦρον، نورون، «عصب»؛ φύσις، فیزیس، "طبیعت، مبداً و -ولوژی ،logia، «دانش» تشکیل شده است) شاخه‌ای از فیزیولوژی و علوم اعصاب است که به مطالعه عملکرد سیستم عصبی ابزارهای اصلی تحقیقات بنیادی عصبی شامل ضبط‌های الکتروفیزیولوژیکی مانند گیره وصله، گیره ولتاژ، ضبط تک واحدی خارج سلول و ضبط پتانسیل‌های محلی محلی و همچنین برخی از روش‌های تصویربرداری کلسیم، نوری و زیست‌شناسی مولکولی است.
نوروفیزیولوژی مربوط به الکتروفیزیولوژی، نوروآناتومی، نوروشیمی، بیوفیزیک و علوم اعصاب ریاضی است. همچنین در نوروفیزیولوژی بالینی و علوم اعصاب بالینی کاربردهای پزشکی دارد.

## تاریخچه
تاریخ نوروفیزیولوژی به قرن‌ها پیش بازمی‌گردد و از ۴۰۰۰ سال پیش از میلاد، مورد بحث و مطالعه بوده است.
سال‌ها پیش از میلاد مسیح، بیشتر مطالعات مربوط به آرامبخش‌های طبیعی مختلف مانند گیاهان الکل و خشخاش بود. در سال ۱۷۰۰ قبل از میلاد، پاپیروس جراحی ادوین اسمیت نوشته شد. این پاپیروس در درک چگونگی درک مصریان باستان از سیستم عصبی بسیار مهم بود. این پاپیروس به بررسی موارد مختلف در مورد آسیب دیدگی به قسمت‌های مختلف بدن، مهم‌ترین آن‌ها سر، پرداخت. با شروع حدود ۴۶۰ سال قبل از میلاد، بقراط شروع به مطالعه صرع کرد و این نظریه را تئوری کرد که منشأ آن در مغز است. بقراط همچنین تئوری کرد که مغز درگیر احساس است و در جایی است که از هوش به دست آمده است. بقراط و همچنین اکثر یونانیان باستان معتقد بودند که آرامش و محیط بدون استرس برای کمک به درمان اختلالات عصبی بسیار مهم است. در سال ۲۸۰ قبل از میلاد، ارسیستراتوس از خیوس تئوری زد که در پردازش دهلیزی مغز شکافاتی وجود دارد، و همچنین از مشاهده نتیجه می‌گیرد که احساس در آنجا واقع شده است.
در سال ۱۷۷ گالن نظریه‌پردازی کرد که اندیشه انسان در مغز رخ داده است، بر خلاف قلب همان‌طور که ارسطو نظریه کرده است. شکاف نوری، که برای سیستم بینایی بسیار مهم است، توسط مارینوس در حدود ۱۰۰ درجه سانتی گراد کشف شد. حدود ۱۰۰۰، الزهراوی، ساکن ایبریا، شروع به نوشتن در مورد روش‌های مختلف جراحی برای اختلالات عصبی کرد. در سال ۱۲۱۶، اولین کتاب درسی آناتومی در اروپا، که شامل توضیحی از مغز بود، توسط موندینو دی لوزی نگاشته شد. در سال ۱۴۰۲، بیمارستان مریم بیمارستان بیت لحم (که بعداً به عنوان بدلم در انگلیس شناخته شد) اولین بیمارستان بود که به‌طور انحصاری برای بیماران روانی استفاده می‌شد.